# Gδ集合
数学の一分野である位相空間論における Gδ-集合あるいは内極限集合 (inner limiting set) とは、位相空間の部分集合で開集合の可算交叉となっているものを言う。
由来については、G というのが開集合を意味するドイツ語の Gebiet から、δ というのが交わりを意味するドイツ語の Durchschnitt からそれぞれとられたものである。
Gδ-集合（およびその双対であるFσ-集合）は、ボレル階層において二階 (second level) の集合であり、より正確には Gδ-集合の全体はちょうど Π0
2-階集合である。

## 例と反例
- 任意の開集合は明らかに Gδ-集合である。
- 無理数の全体 P は実数直線 R の Gδ-集合である。実際 P は、q が任意の有理数を亙るときの一点集合 {q} の R における補集合すべての交わりとして表せる。
- 有理数の全体 Q は実数直線 R の Gδ-集合ではない。実際、Q が開集合列 An の交わりに書けるとすると、各 An は（Q が R において稠密ゆえ）何れも R において稠密でなければならないが、上でやったように無理数全体の集合 P は稠密開集合の可算交叉として書けるから、P と Q との交わりをとれば R の稠密開集合の可算交叉が空集合となるものが存在することとなり、ベールの範疇定理に反する。
- R 上の至る所微分可能な実数値函数の導函数の零点集合は Gδ-集合である。この零点集合が内部が空な稠密集合となることは、ポンペイウの構成法（英語版）から示される。

より複雑な Gδ-集合の例は、次の定理から得られる。
定理集合 D を区間 [0,1] 上で定義された、各点で微分不可能な連続函数全体の成す集合とすると、D は区間 [0,1] 上の連続函数の成す集合 C([0,1]) において稠密で、距離空間としての C([0,1]) の Gδ-部分集合を含む

## 性質
距離空間（および位相空間）における Gδ-集合の概念は、ベールの範疇定理と同様に距離空間の完備性の概念と強く関係する。このことは、マズルキェヴィチの定理として述べられる。
定理 (Mazurkiewicz)(X, ρ) を完備距離空間とするとき、部分集合 A ⊂ X について次は同値である。
1. A が X の Gδ-集合であること
2. A 上の距離函数 σ で ρ|A（X の距離函数 ρ の A への制限）と（位相に関する意味で）同値であるようなものが存在して、(A, σ) がふたたび完備距離空間となること

Gδ-集合の重要な性質は、位相空間から距離空間への連続写像がその上で定義され得るということにある。厳密に言えば、そのような写像 f が連続となるような点全体の成す集合は {\displaystyle G_{\delta }}-集合を成すということである。これは、点 p における連続性というのが Π0
2-式で定義されることによる。具体的に書けば、任意の正整数 n に対して p を含む開集合 U で任意の x, y ∈ U について d(x, y) < 1/n を満たすようなものが取れるが、一旦 n の値を固定して対応する部分集合 U が取れるような点 p の全体を考えるとそれ自身が（開集合の和として）開集合であり、ここで n に対して普遍量化子を附すことは得られた開集合たちの可算交叉をとることに対応するから、所期の結論を得る。実数直線においてはこの逆も成り立つ：
実数直線の任意の Gδ-部分集合 A に対し、適当な函数 f: R → R が存在して、f は A に属する点のみにおいて連続となるようにすることができる。
このことから、無理数全体の成す集合が連続点集合であるような函数は存在する（トマエ函数などを参照）が、有理数の上でのみ連続な函数というのは構成不可能であることが帰結される。

### 基本的な性質
- Gδ-集合の補集合はFσ-集合である。
- 可算個の Gδ-集合の交わりはやはり Gδ-集合である。また、有限個の Gδ-集合の合併はふたたび Gδ-集合となる（可算個の Gδ-集合の合併は Gδσ-集合と呼ばれる）。
- 距離化可能空間において、任意の閉集合は Gδ-集合であり、双対的に任意の開集合は Fσ-集合になる。
- 位相的完備な空間 X の部分空間 A がそれ自身位相的完備となる必要十分な条件は A が X の Gδ-集合となることである。
- 稠密開集合の可算族の交わりを含むような集合は残留的 (comeagre, residual) であるという。残留的集合は函数の成す位相空間の生成的性質（英語版）を定義するのに用いられる。

以下はポーランド空間に対するものである:
- (X, T) をポーランド空間とし、部分集合 G ⊂ X が（位相 T に関する）Gδ-集合とすると、G は相対位相に関してポーランド空間になる。
- ポーランド空間の位相的な特徴付け： X がポーランド空間ならば、X はあるコンパクト距離空間の適当な Gδ-部分集合に同相である。

## Gδ-空間
Gδ-空間は、その任意の閉集合が Gδ-集合となるような位相空間を言う(Johnson, 1970)。正規空間が Gδ-空間でもあるとき、その空間は完全正規空間であるという。任意の距離化可能空間は完全正規であり、任意の完全正規空間は全部分正規である（いずれの含意も逆は成り立たない）。

## 注記
1. ↑  Νεγρεπόντης, Σ.; Ζαχαριάδης, Θ.; Καλαμίδας, Ν.; Φαρμάκη, Β. (1997). “2, Πλήρεις Μετρικοί Χώροι” (Greek). Γενική Τοπολογία και Συναρτησιακη Ανάλυσγη. Αθήνα, Ελλάδα: Εκδόσεις Συμμετρία. pp. 55–64. ISBN 960-266-178-X 2011年4月3日閲覧。
2. ↑  Fremlin, D.H. (2003). “4, General Topology”. Measure Theory, Volume 4. Petersburg, England: Digital Books Logistics. pp. 334–335. ISBN 0-9538129-4-4 2011年4月1日閲覧。